# 穆爾蘇特區
35°40′10″N 8°00′40″E / 35.66944°N 8.01111°E

穆爾蘇特區（阿拉伯语：‎），是阿爾及利亞的行政區，位於該國東北部，由泰貝薩省負責管轄，首府設於穆爾蘇特，面積575平方公里，2008年人口24,419，人口密度每平方公里42人。